# 662 Newtonia
A 662 Newtonia egy a Naprendszer kisbolygói közül, amit Joel Hastings Metcalf fedezett fel 1908. március 30-án.